# Mauritz Sandin
Knut Mauritz Hjalmar Sandin, född 29 februari 1908 i Oxelösund, Södermanland, död 23 juni 1960 i Gustav Vasa församling i Stockholm, var en svensk redaktör, kortfilmsregissör och sångtextförfattare. Han var verksam under pseudonymen Maurice Askew. 
Sandin är begravd på Gamla kyrkogården i Västervik.

## Regi
- 1936 – Hollywood sportar
- 1938 – Paris! (Några glimtar från städernas stad)
- 1946 – Där lägereldarna brinna